# 헤센 선제후국
헤센 선제후국(독일어: Kurfürstentum Hessen) 또는 헤센카셀(Hesse-Kassel), 쿠어헤센은 1803년 1803년 개혁 이후 구 헤센카셀 방백국에 사용된 칭호로, 신성 로마 황제가 그 통치자를 선제후의 지위로 격상시켜 미래 황제 선거에서 투표권을 부여했다. 1806년 신성 로마 제국이 해체되었을 때, 빌헬름 1세는 더 이상 선출할 황제가 없었음에도 불구하고 선제후 칭호를 유지하기로 선택했다. 1807년 틸지트 조약으로 이 지역은 베스트팔렌 왕국에 합병되었으나 1814년 빈 회의로 선제후국 지위를 회복했다.
이 나라는 독일 연방 내 유일한 선제후국이었다. 프랑크푸르트 자유시 북쪽에 여러 분리된 영토로 구성되어 있었으며, 1866년 프로이센-오스트리아 전쟁 이후 프로이센 왕국에 합병될 때까지 존속했다.
선제후의 공식 칭호에는 "헤센 선제후, 풀다 (퓌르스트 폰 풀다) 후작, 헤르스펠트, 하나우, 프리츨라어 및 이젠부르크의 후작, 카첸엘렌보겐, 디에츠, 치겐하인, 니다, 샤움부르크의 백작"이 포함되었다.

## 역사
헤센카셀 방백국은 1567년 필리프 1세("대담공") 사망 후 그의 상속인들 사이에서 헤센 방백국이 분할되면서 시작되었다. 필리프의 장남 빌헬름 4세는 수도인 카셀을 포함하여 헤센 방백국의 절반 가량을 차지하는 헤센카셀을 받았다. 빌헬름의 형제들은 헤센마르부르크와 헤센라인펠스를 받았지만, 그들의 혈통은 한 세대 만에 단절되었고, 영토는 헤센카셀과 헤센다름슈타트 방백국으로 되돌아갔다.

### 빌헬름 1세의 치세
방백 빌헬름 9세의 통치는 헤센카셀 역사에서 중요한 시기였다. 1785년 즉위한 그는 몇 년 후 프랑스 제1공화국에 대항하는 제1차 대프랑스 동맹에 참여했지만, 1795년 바젤 조약이 체결되었다. 1801년 그는 라인강 좌안의 소유지를 잃었지만, 1803년 마인츠 주변의 이전 프랑스 영토로 이러한 손실을 보상받았으며, 동시에 선제후 (쿠어퓌르스트) 빌헬름 1세의 지위로 승격되었고, 신성 로마 제국 해체 후에도 이 칭호를 유지했다.
1806년 빌헬름 1세는 나폴레옹 보나파르트와 중립 조약을 체결했지만, 예나-아우어슈테트 전투 이후 나폴레옹은 빌헬름의 의도를 의심하여 그의 영토를 점령하고 그를 추방했다. 헤센카셀은 이후 제롬 보나파르트의 통치 하에 베스트팔렌 왕국에 편입되었다.
1813년 라이프치히 전투 이후 프랑스군은 헤센카셀에서 쫓겨났고, 11월 21일 선제후는 수도 카셀로 개선했다. 그가 동맹군과 체결한 조약 (12월 2일)은 그가 모든 이전 영토 또는 그에 상응하는 것을 돌려받고 동시에 그의 나라의 옛 헌법을 회복한다고 규정했다. 이 조약은 영토에 관한 한 빈 회의에서 열강에 의해 이행되었다. 그러나 그들은 선제후가 카티족의 "왕"(König der Katten)으로 인정해 달라는 요청을 거부했다. 엑스라샤펠 회의 (1818년)에서 그는 대공들과 함께 "전하"로 등재되었다. 빌헬름은 이제 비어 있는 선제후 칭호를 "전하"라는 칭호와 함께 유지하기로 선택했다.
빌헬름 1세는 프랑스 정권 하에서 도입된 모든 개혁을 즉시 폐지하고, 베스트팔렌의 부채를 부인하며, 왕실 영지 매각을 무효화함으로써 자신의 복위를 기념했다. 모든 것이 1806년 11월 1일 상태로 되돌아갔다. 심지어 관리들도 이전 계급으로 내려가야 했고, 군대는 옛 군복과 가루를 바른 땋은 머리로 되돌아가야 했다.
1815년 3월에 의회가 소집되었지만, 헌법 제정 시도는 실패했다. 부채와 영지 문제에 대해 선제후에게 질서를 요구하는 프랑크푸르트의 연방 의회에 대한 그들의 호소는 클레멘스 폰 메테르니히 후작의 개입으로 무산되었고, 1816년 5월 의회는 해산되었다.
빌헬름 1세는 1821년 2월 27일에 사망했으며, 그의 아들 빌헬름 2세가 계승했다. 그의 통치 하에 카셀의 헌법 위기가 절정에 달했다. 그는 아버지처럼 독단적이고 탐욕스러웠으며, 게다가 인기 있는 프로이센 공주인 아내에 대한 처우와, 레아우바흐-레소니츠 백작 부인으로 만들고 막대한 부를 안겨준 애인 에밀리 오르틀뢰프와의 관계로 인해 대중의 감정을 충격에 빠뜨렸다.

### 1830년 혁명
파리 (프랑스)의 7월 혁명은 소요 사태의 신호탄이 되었다. 빌헬름 2세는 의회를 소집해야 했고, 1831년 1월 6일 일반적인 자유주의 원칙에 따른 헌법이 서명되었다. 선제후는 이제 하나우로 은퇴하고 아들 프리드리히 빌헬름을 섭정으로 임명했으며, 더 이상 공무에 관여하지 않았다.
프리드리히 빌헬름은 아버지의 거친 성격은 없었지만, 독단적이고 탐욕스러운 성격을 고스란히 가지고 있었다. 헌법적 제약은 그에게 참을 수 없는 것이었고, 이로 인한 의회 (하원)와의 마찰은 1832년 한스 하젠플루크가 행정부 수장으로 임명되면서 더욱 심화되었다. 빌헬름 2세와 그의 장관의 모든 노력은 의회에 부여된 헌법적 통제를 무력화하는 데 집중되었고, 야당은 선거 조작, 사법부 장악, 그리고 정치적 "용의자"에 대한 짜증나고 사소한 박해를 통해 싸웠으며, 이러한 정책은 1837년 하젠플루크의 은퇴 이후에도 계속되었다.

### 1848년 혁명
그 결과는 1848년 혁명의 해에 일반적인 대중 불만 표출로 나타났고, 아버지의 사망(1847년 11월 20일)으로 선제후가 된 프리드리히 빌헬름은 반동적인 내각을 해산하고 포괄적인 민주적 개혁 프로그램에 동의할 수밖에 없었다. 그러나 이는 오래가지 못했다. 프랑크푸르트 국민의회의 붕괴 후, 프리드리히 빌헬름은 프로이센 북부 연합에 가입했고, 헤센카셀의 대리인들이 에르푸르트 의회로 파견되었다. 그러나 오스트리아 제국이 힘을 회복하면서 선제후의 정책은 바뀌었다.

### 헤센 위기
1850년 2월 23일, 하젠플루크는 다시 행정부의 수장이 되었고, 헌법에 반대하고 프로이센 왕국에 반대하는 투쟁에 새로운 열정을 쏟아부었다. 9월 2일, 의회는 해산되었고, 선제후령으로 세금이 계속 부과되었으며, 나라는 계엄령 하에 놓였다. 그러나 선제후가 헌법에 대한 맹세를 충실히 지킨 장교나 병사들에게 의존할 수 없다는 것이 즉시 명확해졌다. 하젠플루크는 선제후를 설득하여 그와 함께 비밀리에 카셀을 떠나게 했고, 10월 15일 재구성된 연방 의회에 도움을 요청하여, 연방 의회는 기꺼이 "개입" 법령을 통과시켰다. 11월 1일, 오스트리아와 바이에른 왕국 군대가 선제후국으로 진군했다.
이는 프로이센에 대한 직접적인 도전이었다. 프로이센은 선제후와의 협약에 따라 라인강 주에 있는 고립된 영토와 유일한 통신 수단이었던 헤센을 통과하는 군사 도로를 사용할 권리가 있었다. 전쟁은 임박해 보였다. 프로이센 군대도 국내로 진입했고, 전초 부대들 사이에 총격전이 벌어졌다. 그러나 프로이센은 도전에 응할 상황이 아니었고, 이어지는 외교적 대결은 올뮈츠에서의 오스트리아의 승리(1851년)로 이어졌다. 헤센은 연방 의회에 넘겨졌고, 연방군에 의해 세금이 징수되었으며, 새로운 질서를 인정하기를 거부한 모든 관리들은 해고되었다.
1852년 3월, 연방 의회는 1848년의 개혁과 함께 1831년 헌법을 폐지하고, 4월에는 새로운 임시 헌법을 발표했다. 이 헌법 하에서 새로운 의회는 매우 제한적인 권한을 가졌으며, 선제후는 돈을 모으고, 철도와 공장 건설을 금지하며, 교회와 학교에 엄격한 정통성을 강요하는 정책을 자유롭게 수행할 수 있었다. 그러나 1855년, 선제후와 함께 돌아왔던 하젠플루크는 해고되었고, 5년 후, 점증하는 동요 끝에 연방 의회의 동의를 얻어 새로운 헌법이 부여되었다(1860년 5월 30일).
새로운 의회는 1831년 헌법을 요구했고, 항상 같은 의원들이 돌아오는 여러 차례의 해산 끝에 연방 의회는 1831년 헌법을 복원하기로 결정했다(1862년 5월 14일). 이는 프로이센 점령 위협 때문이었고, 선제후가 반대 움직임을 보이자마자 해산시켰던 의회를 다시 소집하도록 설득하기 위해 또 다른 그러한 위협이 필요했다. 그는 어떤 공무도 처리하기를 거부함으로써 복수했다.

### 프로이센의 합병
1866년, 프리드리히 빌헬름 선제후는 프로이센에 대한 불만으로 가득 차서 오스트리아와 동맹을 맺었다. 선제후국은 즉시 프로이센 군대에 점령되었고, 카셀은 점령되었으며(6월 20일), 선제후는 슈테틴으로 포로로 잡혀갔다. 프라하 평화 조약에 따라 헤센카셀은 프로이센에 합병되었다. 프리드리히 빌헬름 선제후(1875년 사망)는 양도 조약 조건에 따라 자신의 가문 대대로 상속되는 재산을 보장받았다. 그러나 이는 1868년 그의 프로이센에 대한 음모로 인해 압류되었지만, 수입의 일부는 가장 나이가 많은 부계 상속인인 프리드리히 방백(1884년 사망)에게 지급되었고, 일부는 특정 성과 궁전과 함께 역시 재산을 몰수당한 헤센-필립스탈과 헤센-필립스탈-바르흐펠트의 서자 가문에 할당되었다.